# João II của Bồ Đào Nha
João II (tiếng Bồ Đào Nha: João II, phát âm Bồ Đào Nha: [ʒuɐw]) còn được gọi là là "Vị hoàng tử hoàn hảo" (Tiếng Bồ Đào Nha: o Príncipe Perfeito) là vua của Bồ Đào Nha và Algarves từ năm 1481 cho đến khi qua đời vào năm 1495.
Ông được biết đến với việc tái lập quyền lực của chế độ quân chủ tại Bồ Đào Nha , phục hồi lại nền kinh tế của Bồ Đào Nha và tái chinh phục các nước ở châu Phi và phương Đông.

## Tuổi thơ
Được sinh ra ở Lisboa, ông là con trai của vua Afonso V và vương hậu Isabel của Coimbra. João II đã kế vị cha mình làm quốc vương Bồ Đào Nha vào năm 1477 khi vua cha thoái vị và ở lại một tu viện nhưng ông chỉ trở thành vua Bồ Đào Nha vào năm 1481 sau cái chết của cha.
Khi còn là một hoàng tử, João II thường đi cùng với cha mình trong các chiến dịch chinh phạt ở Bắc Phi và được phong làm hiệp sĩ sau khi chiến thắng trong cuộc chinh phục Arzila năm 1471. Năm 1473, ông kết hôn với Leonor ở Viseu là vợ của người anh họ của ông.
Ngay từ khi còn nhỏ, João đã không được lòng những người đồng trang lứa trong vương quốc vì anh ta dường như tỏ ra coi thường những mưu đồ. Các quý tộc (bao gồm cả người anh em họ thứ hai Ferdinand II, Công tước Braganza) .Các quý tộc (đặc biệt bao gồm cả người anh họ cùng cha khác mẹ của ông là Ferdinand II , Công tước Braganza ) cảm thấy lo sợ về các chính sách trong tương lai của ông trên cương vị vua.

## Củng cố quyền lực

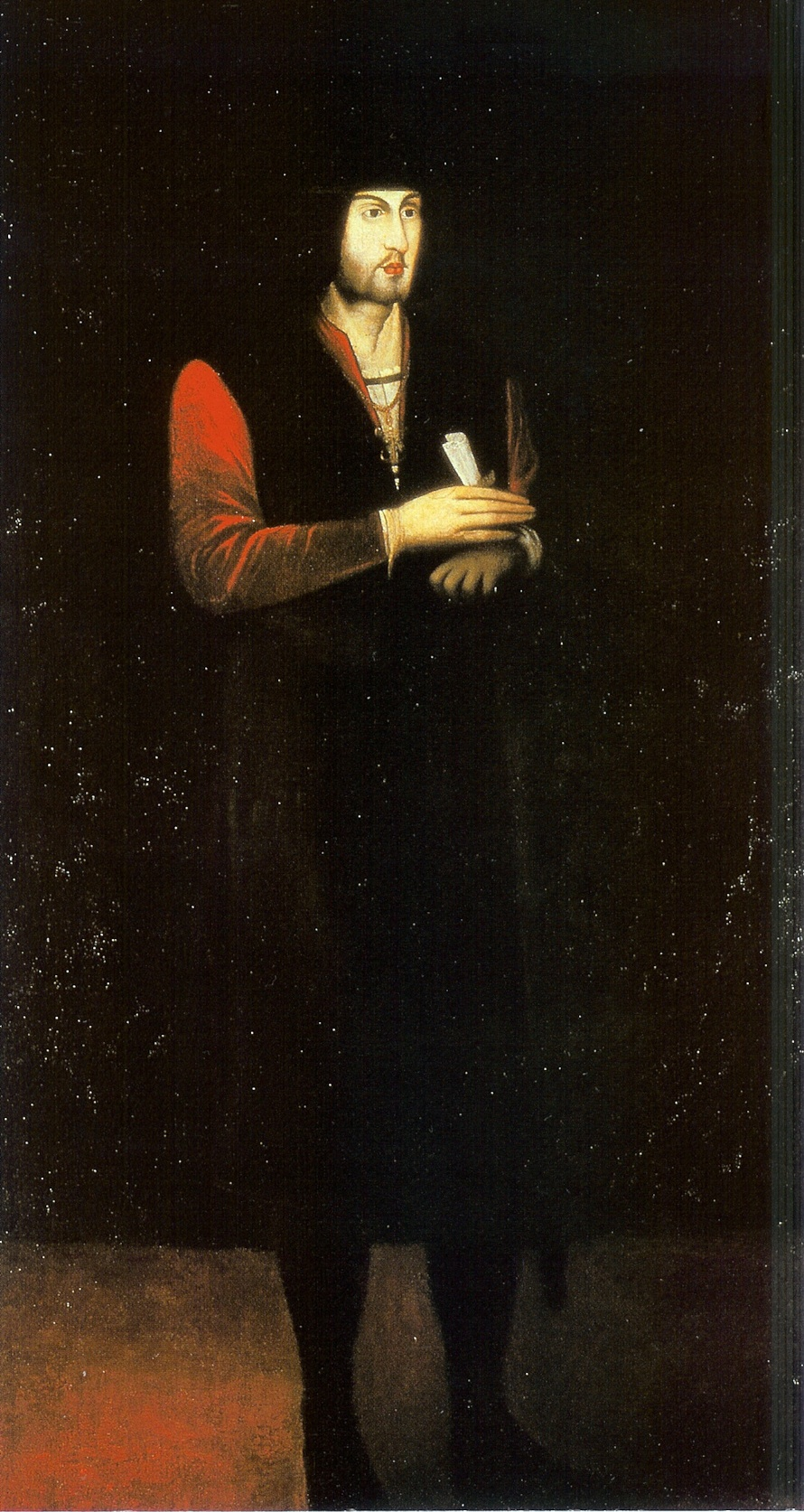
Vua João II

Sau khi chính thức lên ngôi vào năm 1481, João II đã thực hiện một loạt các biện pháp để hạn chế sức mạnh của tầng lớp quý tộc Bồ Đào Nha và tập trung sức mạnh vào chính mình. Là một trong những ví dụ về biện pháp mà ông ta đã thực hiện, ông đã tước đoạt các quý tộc về quyền quản lý công lý trên mảnh đất của họ. Ngay lập tức, các quý tộc bắt đầu âm mưu chống lại ông. Các thư khiếu nại và lời thỉnh cầu can thiệp đã được trao đổi giữa Công tước Braganza và Nữ hoàng Isabella I của Castile.
Vua João đã đề phòng việc thương lượng lại thỏa thuận "Tercerias de Moura" để đảm bảo rằng con trai ông Afonso đã sống an toàn tại triều đình trước khi ông dẫn quân chống lại Braganza, một nhà quý tộc quyền lực nhất trong lãnh địa (bản thoả thuận ban đầu đã yêu cầu Afonso sống ở Moura, Bồ Đào Nha, với cô dâu tương lai người Tây Ban Nha của mình, Isabella, Công chúa của Asturias, còn trẻ con trước khi họ kết hôn). Năm 1483, sự tương ứng bổ sung đã bị chặn bởi các gián điệp hoàng gia. Dòng họ Braganza bị cấm, đất đai của họ bị tịch thu và công tước bị hành quyết tại Évora. Người vợ góa của ông, Isabella của Viseu, cháu họ của và em dâu của João, chạy trốn cùng các con của họ đến Castile.
Vào năm sau, Công tước xứ Viseu, em họ và em rể của João, được triệu hồi đến cung điện và bị chính nhà vua đâm chết vì nghi ngờ một âm mưu mới. Nhiều người khác đã bị hành quyết, bị sát hại, hoặc bị lưu đày tại Castile, bao gồm cả giám mục của Évora, người đã bị đầu độc ở trại giam. Sau cuộc đàn áp, không ai ở trong nước dám thách thức nhà vua và João không chứng kiến âm mưu nào khác trong suốt triều đại của ông. Một vụ tịch thu tài sản lớn theo sau và làm giàu cho triều đình, mà lúc đó đã trở thành sức mạnh chi phối của lĩnh địa

## Kinh tế
Đối mặt với một quốc gia bị phá sản, João II đã cho thấy sáng kiến để giải quyết tình hình bằng cách tạo ra một chế độ trong đó một Hội đồng Học giả đã đóng một vai trò quan trọng. Nhà vua đã tiến hành tìm kiếm quần chúng và các thành viên được lựa chọn cho Hội đồng dựa trên năng lực, tài năng và uy tín của họ (Meritocracy). Chính sách thăm dò của João (xem bên dưới) cũng đã trả cổ tức rất lớn. Đó là lợi nhuận thu được từ những khoản đầu tư của João II trong các cuộc thám hiểm và mở rộng ở nước ngoài khiến đồng tiền của Bồ Đào Nha trở thành âm thanh nhất ở châu Âu. Nước này cuối cùng có thể thu thuế để sử dụng riêng hơn là trả nợ, chủ yếu nhờ nguồn vàng chính lúc đó, bờ biển Guinea.

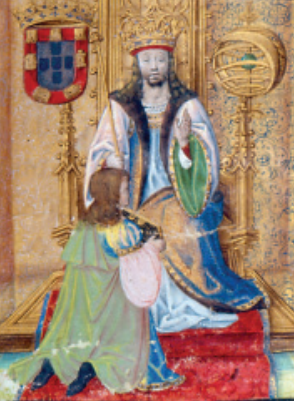
Vua João II trong Chronica d'El-Rei D. João II; Rui de Pina, c. 1497-1504

João II nổi tiếng phục hồi các chính sách thăm dò của Đại Tây Dương, khôi phục lại tác phẩm của chú ông, Henry Navigator. Các cuộc thám hiểm Bồ Đào Nha là ưu tiên hàng đầu của ông trong chính phủ. Các nhà thám hiểm Bồ Đào Nha đã đẩy phía nam dọc theo bờ biển nổi tiếng của châu Phi với mục đích khám phá ra tuyến đường hàng hải đến Ấn Độ và xâm chiếm vào thị trường gia vị. Trong thời trị vì của ông, những thành tựu sau đã được thực hiện:
1482 - Thành lập pháo đài ven biển và thương trường của São Jorge da Mina
1484 - Khám phá sông Congo bởi Diogo Cão.
1488 - Khám phá và đi qua Mũi Hảo Vọng bởi Bartolomeu Dias ở vịnh Mossel. 
1493 - Bắt đầu việc giải quyết đảo São Tomé và Príncipe bởi Álvaro Caminha.
Tài trợ cho các cuộc thám hiểm đất đai của Afonso de Paiva và Pêro da Covilhã tới Ấn Độ và Ethiopia để tìm kiếm mảnh đất Prester João.
Mức độ thực sự khám phá của Bồ Đào Nha là chủ đề của cuộc tranh luận học thuật. Theo một lý thuyết, một số phương tiện được giữ bí mật vì sợ cạnh tranh của Castile. Các kho lưu trữ của thời kỳ này chủ yếu bị huỷ hoại sau trận động đất ở Lisbon năm 1755, và những gì không bị phá hủy trong trận động đất đã bị đánh cắp hoặc bị phá hủy trong Chiến tranh Bán đảo hoặc bị mất.

## Xung đột với Castile
Vua Gioan II

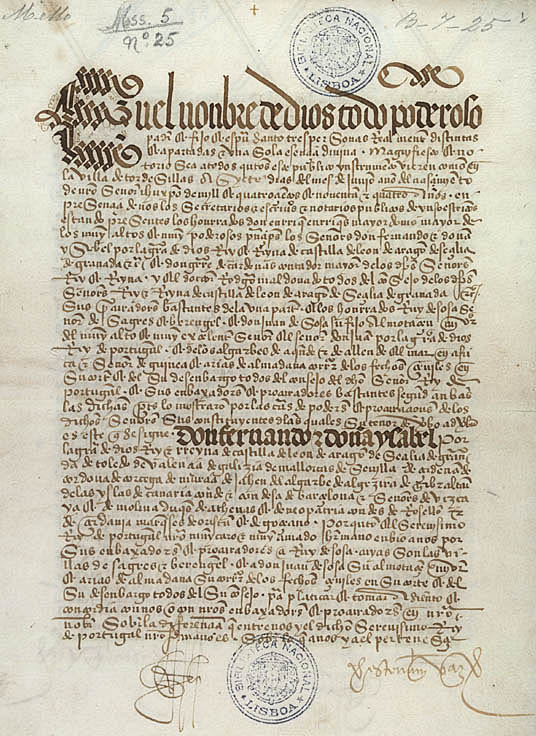
Trang gốc từ Hiệp ước Tordesillas.

Khi Columbus trở lại từ chuyến đi đầu tiên của mình vào đầu năm 1493, ông đã dừng lại ở Lisbon để tuyên bố chiến thắng của mình trước mặt vua João II. Phản ứng duy nhất của King João II đối với vấn đề này là theo Hiệp ước Alcáçovas trước đây đã ký với Tây Ban Nha, khám phá của Columbus nằm trong phạm vi ảnh hưởng của Bồ Đào Nha. Trước khi Columbus đến Isabella I của Castile, João II đã gửi một bức thư cho họ đe dọa sẽ gửi một hạm đội yêu cầu bồi thường cho Bồ Đào Nha. Tây Ban Nha nhanh chóng vội vã tới bàn đàm phán, diễn ra tại một thị trấn nhỏ của Tây Ban Nha tên là Tordesillas. Một đại diện giáo hoàng đã có mặt để làm người hòa giải. Kết quả của cuộc họp này là Hiệp ước Tordesillas nổi tiếng, nhằm phân chia tất cả các vùng đất mới được phát hiện trong Thế giới Mới giữa Tây Ban Nha và Bồ Đào Nha.
Sự phân chia thế giới, tuy nhiên, không phải là vấn đề chính đã gây ra mối quan hệ giữa các vương quốc Iberia. Isabel I của Castilla và Ferrando II của Aragón có nhiều con gái, nhưng chỉ có một người thừa kế yếu đuối là Juan, Thân vương xứ Asturias. Con gái lớn nhất, Isabel của Aragón, đã có gia đình với Afonso, Hoàng tử Bồ Đào Nha, từ khi còn nhỏ. Afonso là con duy nhất của João II và được vua yêu mến. Nếu Ferdinand chết mà không có người thừa kế của nam giới, như có thể xảy ra, Afonso sẽ là người thừa kế không chỉ đối với ngai vàng của Bồ Đào Nha, mà còn cho những người của Castile và Aragon. Mối đe dọa này đối với sự độc lập của Castilian và Aragonese là rất thực tế, và các Monarch Công giáo đã thử mọi thủ thuật ngoại giao để giải tán đám cưới. Cuối cùng, vào năm 1491, Afonso chết trong những tình huống bí ẩn: ngã từ con ngựa trong khi đi xe ở rìa sông Tagus. Ảnh hưởng của Isabella và Ferdinand trong vụ tai nạn này đã không bao giờ được chứng minh, nhưng hoàng tử là một tay đua xuất sắc, người phục vụ Castilian của ông trốn chạy, không bao giờ được nhìn thấy nữa, và sau đó, Isabella, người thừa kế, đã không còn kết hôn với kẻ thù của Castile. João đã cố gắng không thành công cho đến khi kết thúc cuộc đời của mình để hợp thức hoá Jorge, Công tước của Coimbra, con trai ngoài giá thú của mình.

## Di sản
João II qua đời ở Alvor ở tuổi 40 mà không có con hợp pháp. Ông được kế nhiệm bởi người em họ đầu tiên của ông, Manuel I.